# Lavender Town
Lavender Town (Nhật: シオンタウン Hepburn: Shion Taun, Shion Town) là một ngôi làng hư cấu trong trò chơi điện tử Pokémon Red and Blue. Được cách điệu như một địa điểm bị ma ám, Thị trấn hoa oải hương là nơi có một nghĩa địa rộng lớn kiểu Nhật Bản. Nhạc nền của Thị trấn hoa oải hương nổi tiếng vì đã thêm vào bầu không khí rùng rợn của thị trấn, và đã tạo ra hội chứng creepypasta của Hội đồng hoa oải hương, cho thấy hơn một trăm trẻ em Nhật Bản đã tự tử sau khi nghe bài hát.
Tên tiếng Nhật có khả năng là một cách đánh vần katakana của Aster tataricus (紫菀), một bông hoa màu hoa oải hương, biểu thị "Tôi sẽ không quên bạn."

## Bối cảnh
Thị trấn hoa oải hương (Lavender Town) là một ngôi làng có thể được truy cập trong Pokémon Red, Green, Blue, Yellow, Gold, Silver, Crystal, và các bản làm lại từ đó. Đây là ngôi nhà của "Tháp Pokémon", một nghĩa địa chứa hàng trăm bia mộ cho các Pokémon đã chết. Do đó, ngôi làng được cho là bị ma ám, và nhân vật người chơi có thể bắt gặp Pokémon kiểu ma ở đây. Tháp Pokémon đã được thay thế bằng "Tháp phát thanh Kanto" trong Pokémon Silver and Gold. Thị trấn hoa oải hương cũng là quê hương của "Tên người đánh giá", cho phép người chơi thay đổi biệt danh Pokémon của họ và nhà chăm sóc cho các Pokémon bị bỏ rơi.
Tháp Pokémon xuất hiện trong phần đầu tiên của loạt phim hoạt hình Pokémon, khi các nhân vật chính của nó tìm kiếm Pokémon loại ma cho một trận chiến thể dục khó khăn. Thị trấn hoa oải hương cũng xuất hiện trong loạt truyện tranh Pokémon Adventures và The Electric Tale of Pikachu.

## Âm hưởng và giai điệu ám ảnh
Nhạc nền của Thị trấn hoa oải hương đã thu hút được nhiều sự quan tâm do một số người nghe thấy nó không ổn. Liệt kê nó là ca khúc trò chơi video đáng sợ thứ hai trong năm 2012, Brittany Vincent của Bloody Disgusting tuyên bố rằng "giai điệu bình tĩnh... của tinh hoa thị trấn xếp hạng cao trong danh sách những ký ức tuổi thơ đáng sợ của hầu hết các game thủ." Âm nhạc của thị trấn hoa oải hương, được sáng tác bởi Junichi Masuda, kết hợp âm thanh chiptune sắc nét với "một dàn hợp âm chói tai" để tạo ra một bầu không khí kỳ lạ. Jay Hathaway của Gawker tuyên bố rằng việc để âm nhạc lặp lại có thể gây ra "cảm giác sợ hãi mơ hồ".
Theo một câu chuyện creepypasta được đăng tải nặc danh trên Pastebin năm 2010, âm nhạc của thị trấn hoa oải hương đã khiến khoảng 200 trẻ em Nhật Bản tự tử vào mùa xuân năm 1996. Những người khác bị cáo buộc bị chảy máu mũi, đau đầu, tức giận hoặc vô cảm. Theo truyền thuyết đô thị này, nhịp đập hai tay gây hại cho não của trẻ em theo cách người lớn miễn dịch. Căn bệnh bịa đặt này được mệnh danh là "Hội chứng thị trấn hoa oải hương" và câu chuyện ban đầu đã lan truyền sau khi được lan truyền trên các trang web quan tâm chung như 4chan. Nhiều người đã thêm các chi tiết để làm cho câu chuyện trở nên thuyết phục hơn theo thời gian, chẳng hạn như hình ảnh Photoshop của những bóng ma thành các kết quả phổ của âm nhạc Thị trấn hoa oải hương. Mark Hill of Kill Screen tuyên bố rằng sự hấp dẫn của huyền thoại Hội chứng thị trấn hoa oải hương "đến từ việc làm hỏng một biểu tượng ngây thơ của thời thơ ấu" và đưa ra so sánh với Dennō Senshi Porigon, một tập của loạt phim hoạt hình Pokémon đã mang đến cho hàng trăm trẻ em Nhật Bản co giật.
Chủ đề "Thị trấn hoa oải hương" đã được ghi lại cho sự kiện Pokémon GO Halloween 2017.

## Giả thiết của độc giả
Nhân vật người chơi có thể chiến đấu với đối thủ của họ, Blue, trong Tháp Pokémon. Những người hâm mộ của bộ truyện đã lưu ý rằng Blue's Raticate, một Pokémon mà anh ta sử dụng cho mọi trận chiến cho đến thời điểm đó, không xuất hiện trong cuộc chiến này hoặc các cuộc đối đầu sau đó, và Blue bắt đầu cuộc đối đầu của anh ta với người chơi bằng cách kêu lên "Pokémon của bạn không nhìn chết! Tôi ít nhất có thể làm cho họ ngất xỉu!". Điều này khiến người hâm mộ suy đoán rằng Pokémon của Blue đã chết trong một trận chiến trước đó và Blue đã đến Tháp Pokémon để chôn cất và thương tiếc Raticate của mình.

## Lời bình của chuyên gia
Eurogamer mô tả Thị trấn hoa oải hương là "địa điểm nổi bật" trong các trò chơi Pokémon gốc, vì đây là một trong số ít các địa điểm trong nhượng quyền liên quan đến thực tế rằng Pokémon "dễ thương và đáng yêu" thực sự có thể chết.